# Lacenas
Lacenas – miejscowość i gmina we Francji, w regionie Owernia-Rodan-Alpy, w departamencie Rodan.
Według danych na rok 1990 gminę zamieszkiwały 714 osoby, a gęstość zaludnienia wynosiła 213 osób/km² (wśród 2880 gmin regionu Rodan-Alpy Lacenas plasuje się na 970. miejscu pod względem liczby ludności, natomiast pod względem powierzchni na miejscu 1628.).

## Współpraca
- Canale d’Agordo, Włochy

## Galeria

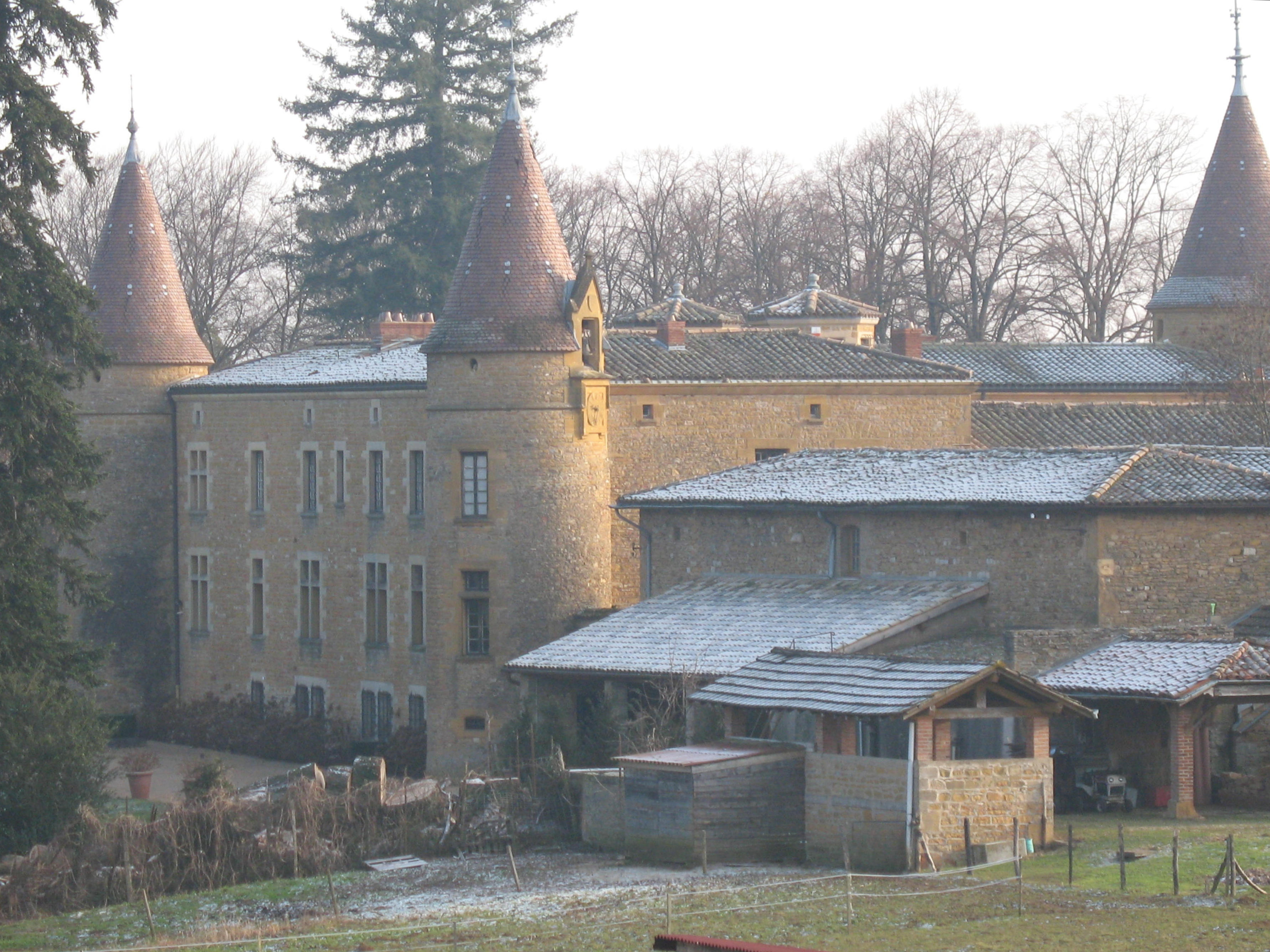
Zamek Bionnay w Gminie Lacenas, 2008
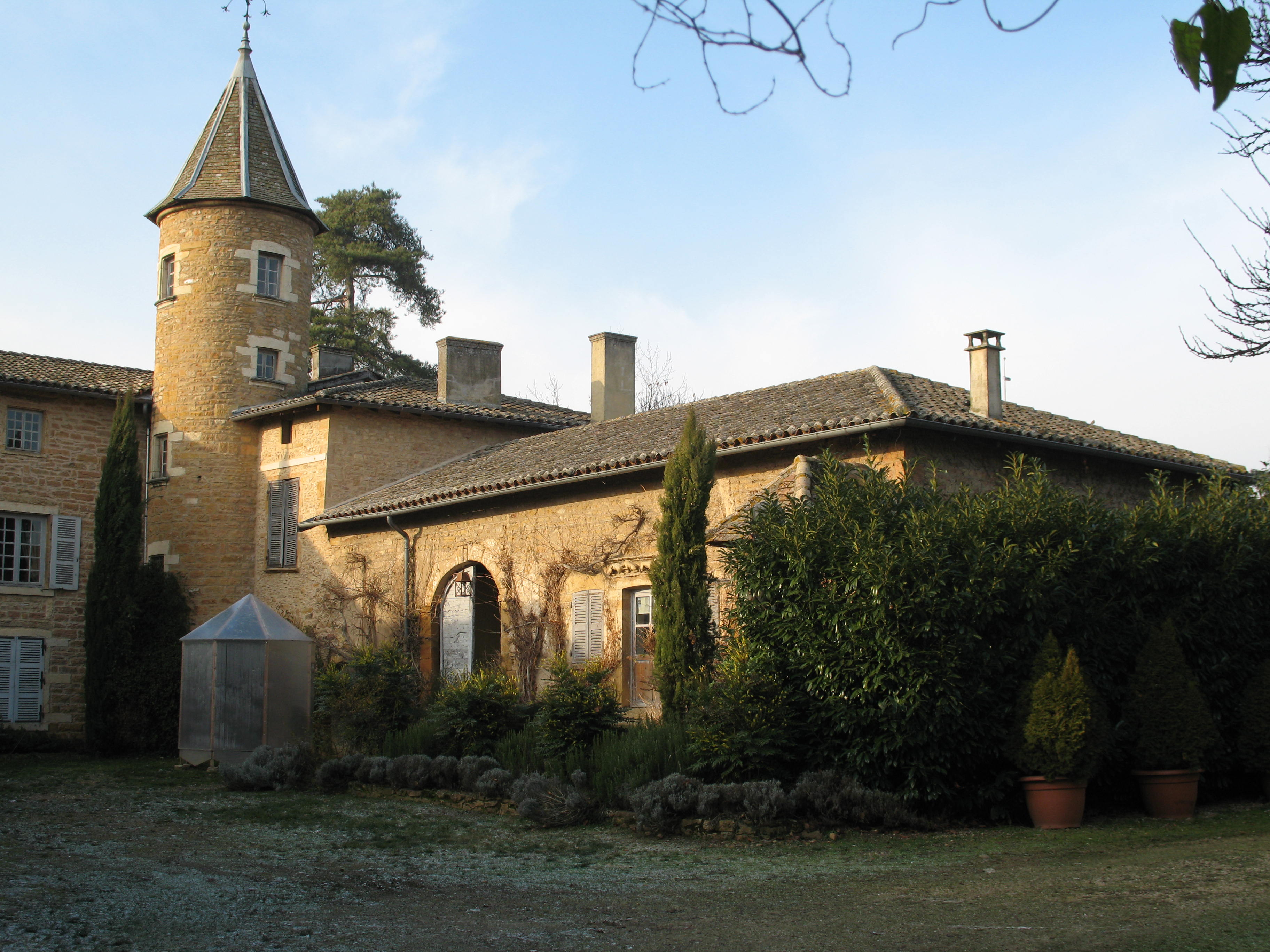
Zamek Montauzan w Gminie Lacenas, 2008
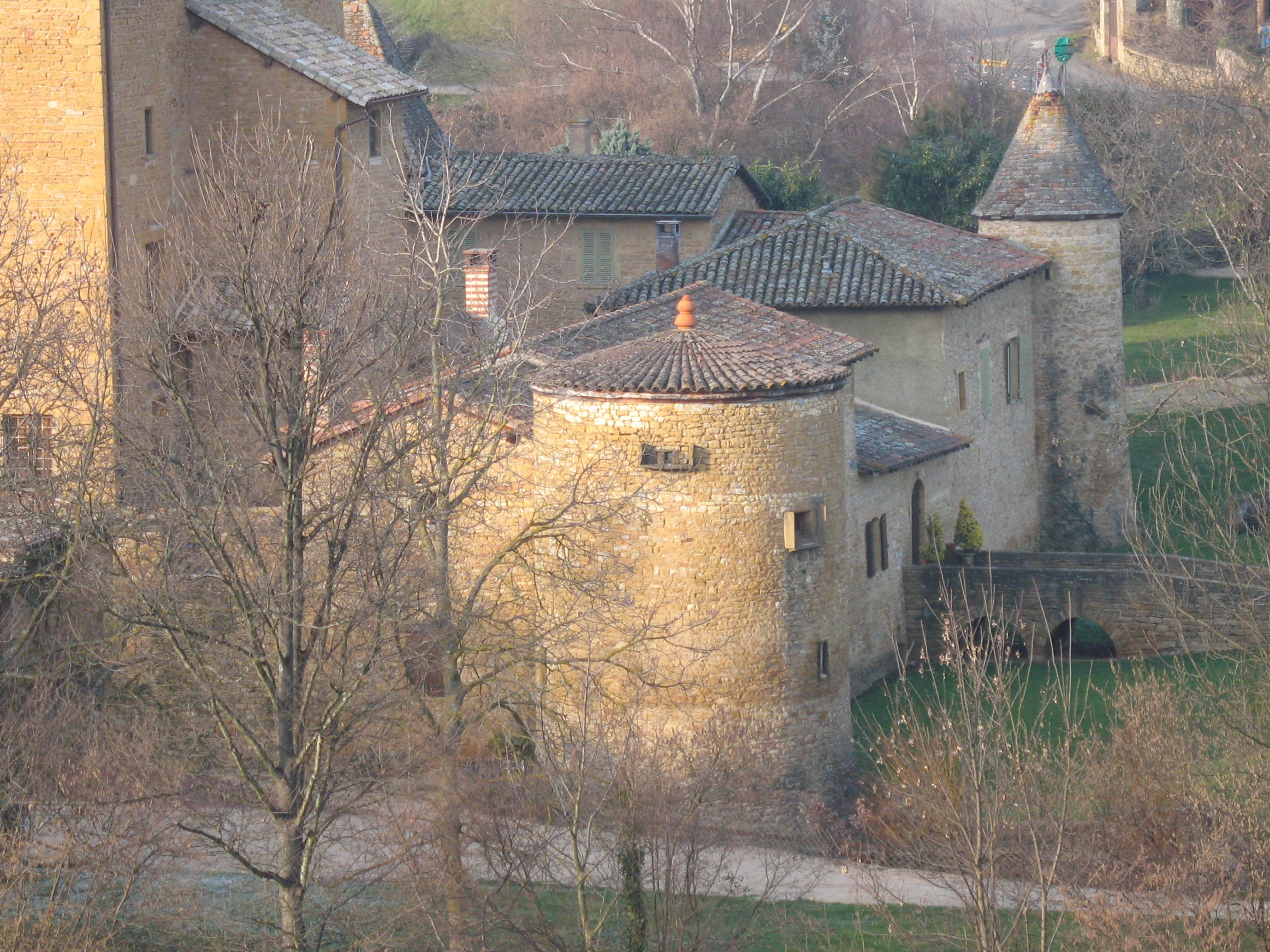
Zamek Sou w Gminie Lacenas, 2008